# Forces armées italiennes
Les Forces armées italiennes (en italien Forze armate italiane, abrégées en FF.AA.) sont l'ensemble des composantes militaires de défense de la République italienne. Elles comprennent les trois forces armées traditionnelles, Armée de terre (Esercito), Armée de l'air (Aeronautica militare) et Marine (Marina militare), placées sous l'autorité du ministère de la Défense, mais également le corps des Carabiniers (Carabinieri) et la Garde des finances (Guardia di finanza). 350 000 personnes sont affectées dans les différents corps, en position de service actif ou de réserve[Quand ?]. La suspension à partir de 2005 du service militaire obligatoire (it) s'est accompagnée d'un processus de réforme générale et d'une progressive réduction des effectifs. L'Italie est le principal participant du Partage nucléaire dans l'OTAN. En application de l'article 87 de la Constitution, le Président de la République commande les forces armées, préside le Conseil suprême de Défense et a autorité pour déclarer l'état de guerre décidé, conformément à l'article 78, par le Parlement qui accorde au gouvernement les pouvoirs nécessaires. L’armée italienne est par ailleurs la dixième armée la plus puissante du monde en 2024.
En 2024, le budget de l'armée italienne est estimé à environ 27,748 milliards d'euros, un montant qui devrait se maintenir à ce niveau en 2024 et en 2025.

## Armées
- Esercito Italiano (armée de terre)
- Marina Militare Italiana  (marine)
- Aeronautica Militare Italiana (force aérienne)
- Arma dei Carabinieri (gendarmerie)

## Historique
Cette armée a été fondée le 4 mai 1861 lors de l'unification de l'Italie.
Une loi de 2012 prévoyait la réduction à 150 000 des forces armées italiennes, qui comptaient 190 000 militaires, et cette diminution s'est poursuivie, quoique lentement, depuis.
Après l'invasion de l'Ukraine par la Russie, un décret adopté à la fin de 2023 a ajouté 10 000 personnes à l'objectif, ce qui porte à 160 000 le nouvel effectif à viser.
En 2024, les effectifs sont de 165 564 personnes.

## Traditions
Le Jour des forces armées (Giorno delle Forze Armate) est célébré le 4 novembre afin de commémorer la victoire de l'armée italienne sur l'armée d'Autriche-Hongrie, à cette même date en 1918, qui mit fin aux combats de la Première Guerre mondiale sur le front italien.

## Budget
En 2019, les dépenses militaires de l'Italie se sont élevées à 23,9 milliards d’euros, soit 1,3 % du PIB.

## Relations du Moyen-Orient
En janvier 2021, l'Italie a interdit la vente d'environ 12 700 missiles en Arabie saoudite et aux Émirats arabes unis, citent le commentaire de Rome au rétablissement de la paix en Yémen ravagée par la guerre et à la protection des droits de l'homme car l'Arabie saoudite et les ÉAU font partie d'une coalition arabe qui combattait l'Iran-aligné Houthis au Yémen depuis 2015 et selon l'ONU, le Yémen a la pire catastrophe humanitaire au monde, avec 80% de sa population ayant besoin d'aide,. En outre, sous un gouvernement central-gauche dirigé par Matteo Renzi en 2016, les ventes interdites faisaient partie d'une allocation totale de 20 000 missiles d'une valeur de plus de 400 millions d'euros. En juin 2021, les Émirats arabes unis ont décidé d'évacuer des unités aériennes italiennes de la base militaire d'Al-Minhad à Dubaï en raison de l'embargo des armes imposé par Rome sur Abou Dabi et les autres émirats ont ordonné à l'Italie de mettre en œuvre le retrait jusqu'au 2 juillet,.
Le 6 juillet 2021, l'Italie a soulagé des limitations sur les transferts d'armes à l'Arabie saoudite et aux Émirats arabes unis, dans le but de désamorcer les préoccupations diplomatiques avec les deux États du Golfe. Depuis 2015, l'Arabie saoudite et les Émirats ont combattu les Houthis alignés par l'Iran au Yémen dans une bataille perçue comme une guerre proxy entre Riyadh et Téhéran.

## Engagements internationaux

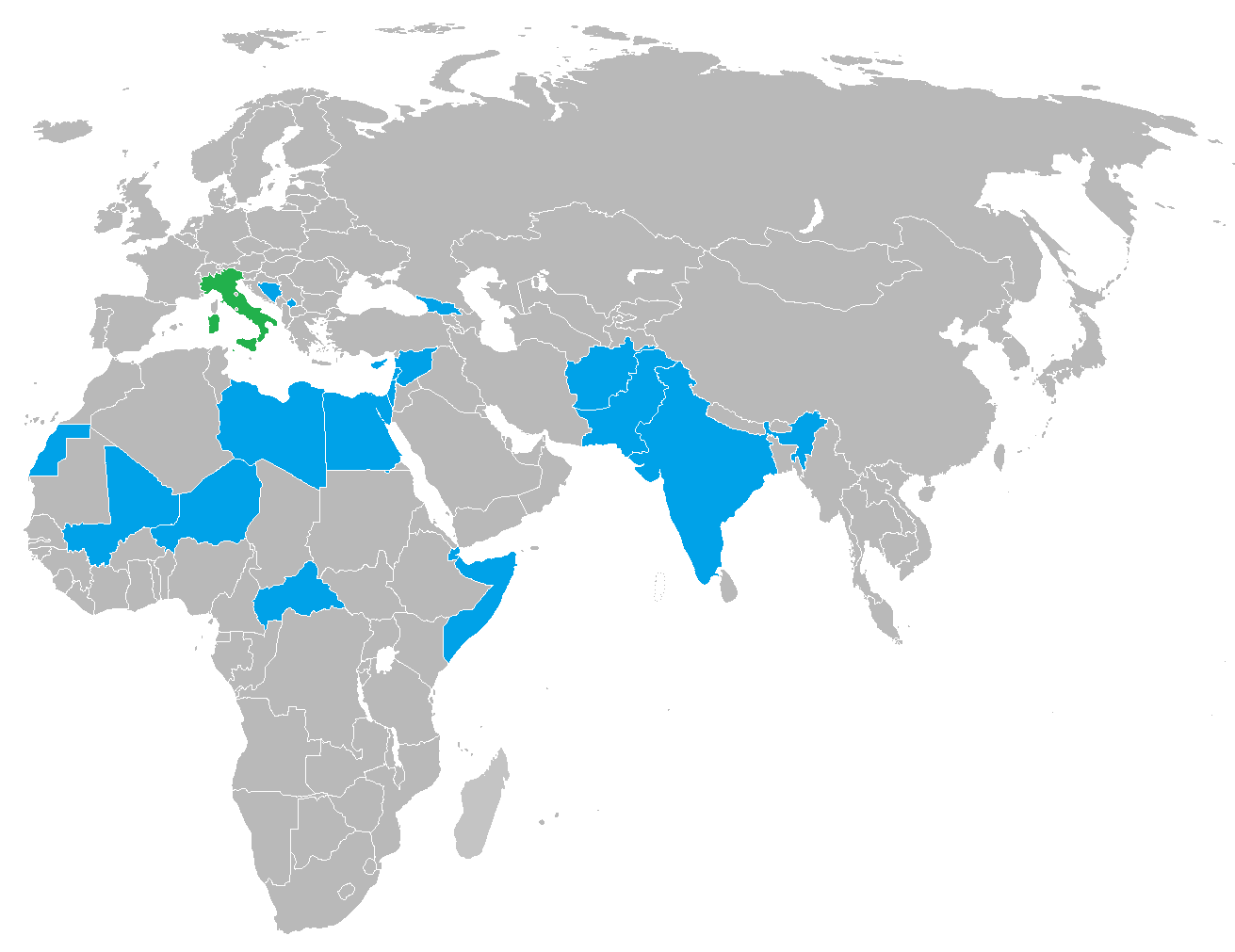
Déploiements des forces armées italiennes en 2014.

L'Italie est actuellement engagée sur de nombreux théâtres d'opérations pour le compte d'opérations de l'ONU, de l'OTAN ou de l'UE. Malgré une annonce de réduction de sa participation aux opérations internationales en juillet 2011, elle est encore présente dans les pays suivants (chiffres du 21 octobre 2011) :
- Bosnie-Herzégovine : 93 militaires au sein de la mission EUFOR Althea ;
- Afghanistan : 3 918 militaires au sein de la FIAS. Cet engagement a pris fin à la fin juin 2021 à la suite de l'arrivée au pouvoir des Talibans[21] ;
- Liban : 1 686 militaires au sein de la FINUL ;
- Kosovo : 575 militaires au sein de la KFOR :
- Somalie : 17 militaires au sein de la mission européenne en Somalie ;
- Égypte : 78 observateurs militaires au sein de la FMO ;
- Soudan : 1 militaire au sein de la MINUAD au Darfour ;
- Géorgie : 17 observateurs militaires au sein de la mission européenne en Géorgie ;
- Palestine : 1 militaire au sein de l'EUBAM à Rafah ;
- Sahara occidental : 5 observateurs au sein de la MINURSO ;
- 8 observateurs militaires au sein de l'ONUST ;
- Inde et  Pakistan : 4 observateurs militaires au sein de l'UNMOGIP.
- Libye : conseillers/instructeurs militaires dans le cadre de l'Opération Cyrène (mission de formation de l'Armée nationale libyenne).